# Babice, Olomouc
Babice là một làng thuộc huyện Olomouc, vùng Olomoucký, Cộng hòa Séc.